# 和歌山県道114号九度山停車場線
和歌山県道114号九度山停車場線（わかやまけんどう114ごう くどやまていしゃじょうせん）は、和歌山県伊都郡九度山町を通る一般県道である。

## 概要
九度山停車場から伊都郡九度山町大字九度山に至る。
全線にかけて道が狭く、激坂区間になっているが、周辺には南海高野線 九度山駅や九度山町立九度山小学校、集落があるため、電車の利用者の通路、小学生の通学路および地元住民の生活道路を中心に本路線を利用している。

### 路線データ
- 起点：和歌山県伊都郡九度山町大字九度山（南海高野線 九度山駅前）
- 終点：和歌山県伊都郡九度山町大字九度山（九度山交差点、国道370号・和歌山県道13号和歌山橋本線交点）
- 実延長：50 m

## 歴史
本路線は、道路法（昭和27年法律第180号）第7条の規定に基づき、一般県道として1959年（昭和34年）に和歌山県が第1次認定した路線のひとつである。

### 年表
- 1959年（昭和34年）5月14日 - 和歌山県が一般県道として九度山停車場線を認定[1]。

## 地理

### 通過する自治体
- 和歌山県
  - 伊都郡九度山町

### 交差する道路
| 交差する道路                         | 交差する場所 | 交差する場所        |
| ------------------------------------ | ------------ | ------------------- |
| 国道370号 和歌山県道13号和歌山橋本線 | 大字九度山   | 九度山交差点 / 終点 |

### 交差する鉄道
- 南海高野線

### 沿線
- 九度山町立九度山小学校
- 九度山町立九度山中学校
- 南海高野線 九度山駅
- 丹生川